# Kantongerecht Almelo

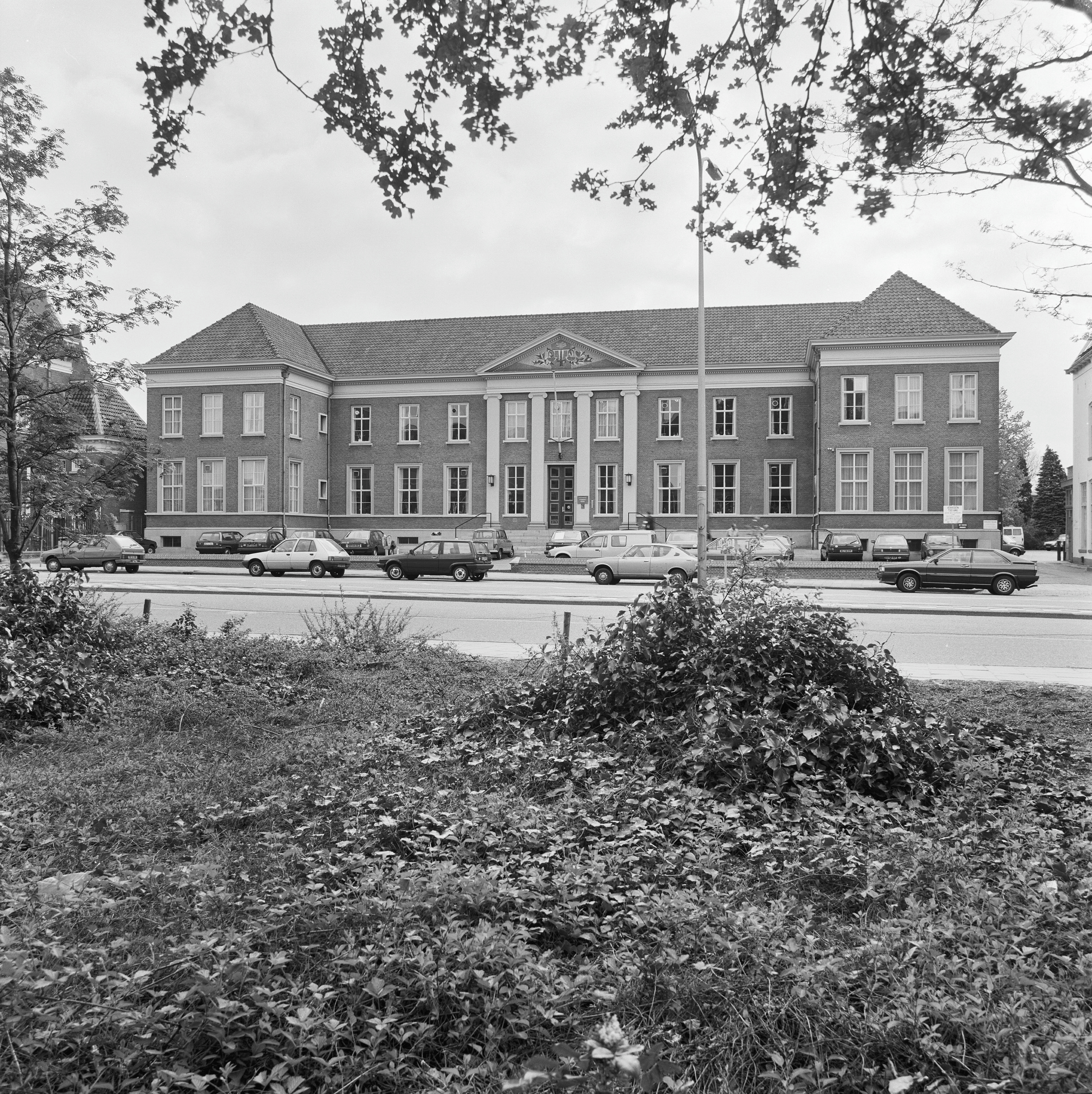
Het Paleis van Justitie

Het kantongerecht Almelo was van 1838 tot 2002 een van de kantongerechten in Nederland. Almelo was bij de oprichting het eerste kanton van het gelijknamige arrondissement. Het gerecht was tot 1901 met de rechtbank gevestigd in het Paleis van Justitie aan de Wierdensestraat. In 1901 verhuisde het naar de voormalige graanbeurs. Almelo was een kanton der 2de klasse.

## Kantonrechters en griffiers van het kantongerecht te Almelo in de periode 1838-1933 (wijziging rechterlijke organisatie)
| Ambtsperiode | Kantonrechter                                              | Bijzonderheden |
| ------------ | ---------------------------------------------------------- | --- |
| 1838-1849    | mr Maurits George Carel Stroink (1778-1849)                | voorheen vrederechter te Almelo, overleden in functie                                                             |
| 1849-1862    | mr Jacobus van Riemsdijk jr (1811-1879)                    | voorheen advocaat te Almelo, daarna rechter in de arrondissementsrechtbank te Almelo                              |
| 1862-1886    | mr Hendrikus Dikkers (1824-1890)                           | voorheen kantonrechter te Kampen, eervol ontslagen                                                                |
| 1886-1897    | mr Nicolaus Theodorus Witkop (1849-1927)                   | voorheen kantonrechter te Medemblik, daarna kantonrechter te Assen                                                |
| 1897-1922    | mr Hendrik Johannes Ladenius (1854-1925)                   | voorheen kantonrechter te Vianen, eervol ontslagen                                                                |
| 1922-1924    | mr Steven Meihuizen (1872-1929)                            | voorheen kantonrechter te Schagen, daarna kantonrechter te Groningen                                              |
| 1925-1933    | mr Dirk Jacob Willem Muller Massis (1876-1954)             | voorheen griffier van het kantongerecht te Amersfoort, daarna kantonrechter te Amersfoort                         |
| Ambtsperiode | Griffier                                                   | Bijzonderheden |
| 1838-1861    | Lambertus Theodorus Hubertus Sinkel (1791-1866)            | voorheen griffier van het vredegerecht te Almelo, eervol ontslagen                                                |
| 1861-1863    | mr Lucas Jacobus van Riemsdijk (1833-1876)                 | voorheen advocaat te Almelo, daarna kantonrechter te Ommen                                                        |
| 1864-1871    | mr Jan Cromhoff (1835-1905)                                | voorheen advocaat te Enschede, daarna kantonrechter te Ootmarsum                                                  |
| 1871-1874    | mr Paulus Cornelis Dirk Ledeboer (1839-1893)               | voorheen griffier van het kantongerecht te Raalte, daarna griffier van het kantongerecht te 's-Hertogenbosch      |
| 1874-1879    | mr Nicolaus Theodorus Witkop (1849-1927)                   | voorheen griffier van het kantongerecht te Nijkerk, daarna kantonrechter te Medemblik                             |
| 1879-1880    | mr Daniel de Blocq van Haersma Buma (1840-1880)            | voorheen griffier van het kantongerecht te Harlingen, overleden in functie                                        |
| 1880-1881    | mr Jan Daniel van Kuijk (1847-1897)                        | voorheen griffier van het kantongerecht te Enschede, daarna kantonrechter te Den Helder                           |
| 1881-1884    | mr Joannes Augustinus Reijnen (1853-1922)                  | voorheen advocaat te Roermond, daarna kantonrechter te Gulpen                                                     |
| 1884-1887    | jhr mr Frederik Eduard von Weiler tot Poelwijk (1853-1914) | voorheen advocaat te Zutphen, daarna griffier bij het kantongerecht te Nijmegen                                   |
| 1887-1889    | mr Johannes Cornelis von Briel Sasse (1856-1931)           | voorheen griffier bij het kantongerecht te Helmond, daarna griffier bij het kantongerecht te Zaandam              |
| 1889-1898    | jhr mr Wilhelmus Augustus Hubertus von Heyden (1855-1898)  | voorheen ambtenaar van het openbaar ministerie te Almelo, overleden in functie                                    |
| 1898-1902    | mr Clemens Jentink (1855-1918)                             | voorheen griffier van het kantongerecht te Winschoten, daarna griffier van het kantongerecht te Schiedam          |
| 1902-1906    | mr Louis Henri Meynard van Kruijne (1868-????)             | voorheen griffier van het kantongerecht te Goor, daarna griffier van het kantongerecht te Dordrecht               |
| 1906-1910    | mr Lucas Franciscus Britzel (1869-1968)                    | voorheen griffier van het kantongerecht te Berlikum, daarna kantonrechter te Dokkum                               |
| 1910-1918    | mr Atse Nicola Laurens Otten (1880-1962)                   | voorheen griffier van het kantongerecht te Den Helder, daarna rechter in de arrondissementsrechtbank te Zierikzee |
| 1918-1920    | mr Gijsbertus Schot Dijkman (1880-1944)                    | voorheen griffier bij het kantongerecht te Veghel, daarna kantonrechter te Terneuzen                              |
| 1920-1927    | mr Andreas Maria Johan de Jager (1886-1969)                | voorheen griffier bij het kantongerecht te Emmen, daarna kantonrechter te Emmen                                   |
| 1927-1931    | mr Louis Jean Adrien du Quesne van Bruchem (1877-1962)     | voorheen griffier van het kantongerecht te Amersfoort, daarna griffier van het kantongerecht te Groningen         |
| 1931-1942    | mr Willem Lubertus Bruist (1885-1942)                      | voorheen griffier van het kantongerecht te Doesburg, overleden in functie                                         |